# Charaxes etheoclessa
Charaxes etheoclessa är en fjärilsart som beskrevs av Jacob Hübner 1819. Charaxes etheoclessa ingår i släktet Charaxes och familjen praktfjärilar. Inga underarter finns listade i Catalogue of Life.